# 四氟化镤
四氟化镤是一种镤的氟化物，化学式 PaF4。

## 制备
四氟化镤可以由二氧化镤和氢氟酸在 600 °C的氢气气氛中反应而成。
{\displaystyle {\ce {PaO2 + 4 HF -> PaF4 + 2 H2O}}}
它也可以由五氧化二镤在 500 °C的氟化氢/氢气气氛中还原而成。
{\displaystyle {\ce {P2O5 + 8 HF + H2 -> 2 PaF4 + 5 H2O}}}

## 性质
四氟化镤是一种深红棕色固体，不挥发，不溶于氢氟酸、氟化氢铵、硝酸和盐酸，但可溶于碱。四氟化镤是单斜晶系的四氟化铀结构。